# Râul Barcu
Râul Barcu este un curs de apă, afluent al râului Bahluieț. 